# Ishkode! Ishkode!
Ishkode! Ishkode! je studiové album amerického hudebníka Jonathana Richmana. Vydáno bylo 1. března roku 2016 společnost Blue Arrow Records. Jde o Richmanovo první album vydané tímto vydavatelstvím. Zároveň jde o vůbec první album, které společnost Blue Arrow Records, což je kamenný obchod s hudebními nosiči, vydala. Svůj název album dostalo podle slova „ishkode“, což v odžibvejštině (jazyce indiánského kmene Odžibvejů) znamená „oheň“. Oheň je rovněž vyobrazen na obalu alba, přičemž nachází se zde i Richmanův obličej. Jde o hudebníkovo první album po více než pěti letech – poslední deska O Moon, Queen of Night on Earth vyšla v roce 2010. Kromě devíti autorských písní se na desce nachází také dvě coververze: „Longtemps“ od Charlese Treneta a „Mother I Give You My Soul Call“ od Paramahansa Yogananda. Kromě rodné angličtiny Richman na albu zpívá také španělsky, italsky a francouzsky. Server PopMatters zařadil desku na druhou příčku nejlepších nezávislých popových alb roku 2016.

## Seznam skladeb
| Pořadí | Název                           | Autor                 | Délka |
| ------ | ------------------------------- | --------------------- | ----- |
| 1.     | Whoa! How Different We All Are! | Jonathan Richman      | 2:51  |
| 2.     | Ishkode! Ishkode!               | Richman               | 3:08  |
| 3.     | Wait! Wait!                     | Richman               | 2:35  |
| 4.     | O Sun!                          | Richman               | 2:44  |
| 5.     | Without the Heart for Chaperone | Richman               | 3:10  |
| 6.     | 'A Nnammurata Mia               | Richman               | 4:17  |
| 7.     | Let Me Do This Right!           | Richman               | 1:46  |
| 8.     | But Then Ego Went Away          | Richman               | 2:24  |
| 9.     | Outside O'Duffy's               | Richman               | 2:54  |
| 10.    | Longtemps                       | Charles Trenet        | 2:16  |
| 11.    | Mother I Give You My Soul Call  | Paramahansa Yogananda | 3:10  |

## Obsazení
- Jonathan Richman
- Tommy Larkins
- Lisa Marie
- Kelly Brown
- Jake Sprecher
- Miles
- Ava Moore
- Nicole
- Roger
- Marty Parker
- Rich Morarre
- Dave Sorenson
- Red
- David